# Festa do Faisão

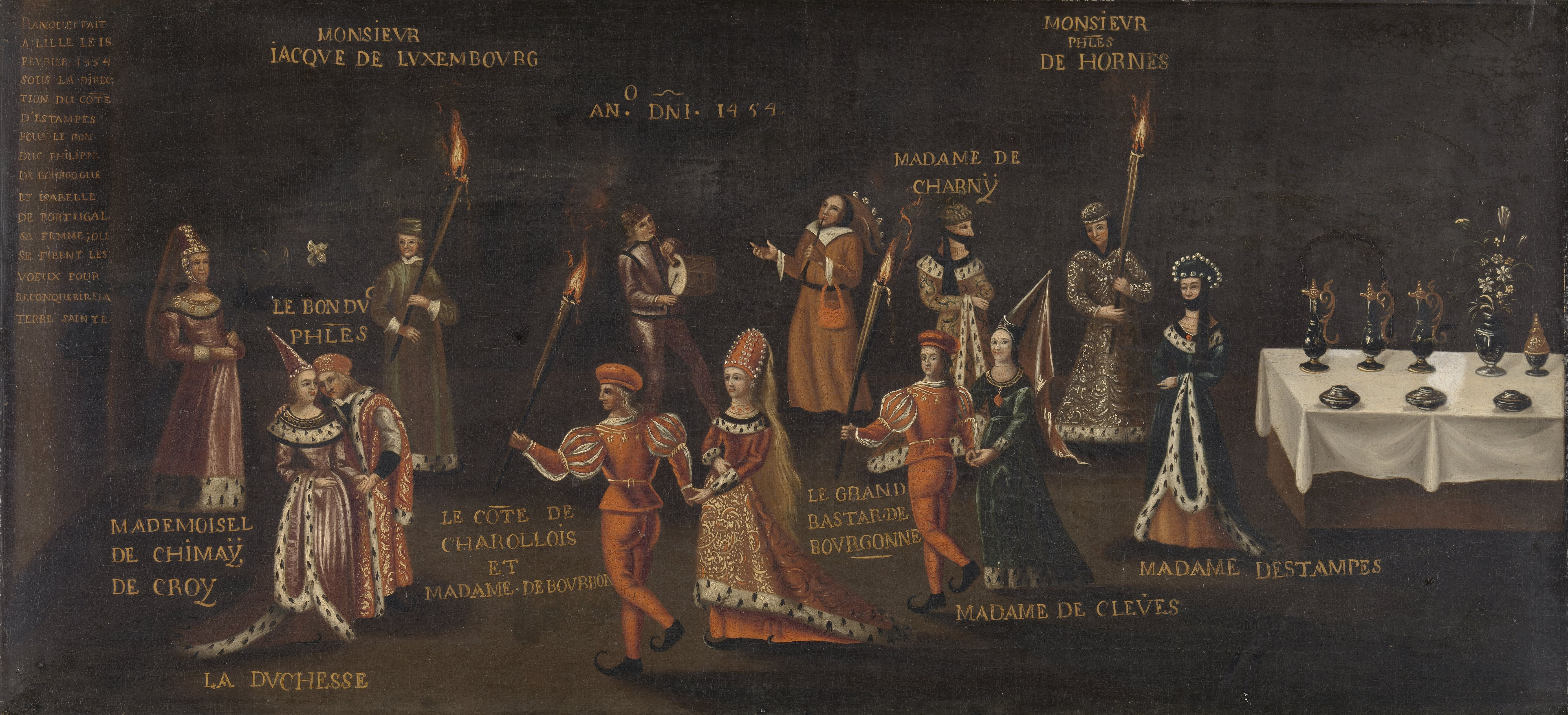
Pintura anónima do século XVI mostrando participantes da Festa do Faisão

A Festa do Faisão (em francês: Banquet du Vœu du faisan, "Banquete do Juramento do Faisão") foi um banquete dado por Filipe III da Borgonha, a 17 de fevereiro de 1454, em Lille, atualmente em França. O seu objetivo era promover uma cruzada contra os turcos, que tinham tomado Constantinopla no ano anterior. A cruzada nunca chegou a realizar-se.
Existem relatos contemporâneos do banquete (nomeadamente as Memoirs de Olivier de la Marche e as Chroniques de Mathieu d'Escouchy), que nomeiam e descrevem com muito pormenor os luxuosos espetáculos encenados durante a refeição e até as várias peças musicais executadas, incluindo talvez o moteto Lamentatio sanctae matris ecclesiae Constantinopolitanae de Dufay.
A certa altura do espetáculo, segundo as crónicas, um ator vestido de mulher, com roupas de cetim branco, personificando a Igreja de Constantinopla (segundo uma hipótese, interpretado pelo próprio Olivier de la Marche), entrou na sala do banquete montado num elefante, conduzido por um Sarraceno gigante, para recitar uma "queixa e lamentação numa voz piedosa e feminina" ("commença sa complainte et lamentacion à voix piteuse et femmenine"), pedindo ajuda aos Cavaleiros do Tosão de Ouro.
Tem-se suposto que este foi o momento em que o moteto de Dufay teria sido executado. Outros autores conjeturam que se tratou apenas de um momento de inspiração e que o moteto foi efetivamente escrito mais tarde. Também nos é dito qual a música de Gilles Binchois foi tocada e de 24 músicos a tocar dentro de uma enorme tarte e um truque com um cavalo a andar para trás.
O juramento prestado pelos participantes, o Vœux du faisan ("Juramento do faisão"), insere-se na tradição dos "juramentos de pássaros" da França medieval tardia, popularizados no romance do século XIV, o Voeux du paon.